# Grenada az 1984. évi nyári olimpiai játékokon
Grenada az egyesült államokbeli Los Angelesben megrendezett 1984. évi nyári olimpiai játékok egyik részt vevő nemzete volt. Az országot az olimpián 2 sportágban 6 sportoló képviselte, akik érmet nem szereztek. Grenada első alkalommal vett részt az olimpiai játékokon.

## Atlétika
Férfi
| Versenyző    | Versenyszám | Előfutam | Előfutam | Előfutam | Negyeddöntő | Negyeddöntő | Negyeddöntő | Elődöntő | Elődöntő | Elődöntő | Döntő   | Döntő    |
| Versenyző    | Versenyszám | Idő      | Hely.    | Össz.    | Idő         | Hely.       | Össz.       | Idő      | Hely.    | Össz.    | Idő     | Helyezés |
| ------------ | ----------- | -------- | -------- | -------- | ----------- | ----------- | ----------- | -------- | -------- | -------- | ------- | -------- |
| Samuel Sawny | 800 m       | 1:53,08  | 7.       | 49.      | kiesett     | kiesett     | kiesett     | kiesett  | kiesett  | kiesett  | kiesett | kiesett  |

| Versenyző           | Versenyszám | Selejtező       | Selejtező | Döntő    | Döntő    |
| Versenyző           | Versenyszám | Eredmény        | Helyezés  | Eredmény | Helyezés |
| ------------------- | ----------- | --------------- | --------- | -------- | -------- |
| Jacinta Bartholomew | Távolugrás  | 607 cm (584 cm) | 17.       | kiesett  | kiesett  |

## Ökölvívás
| Versenyző       | Versenyszám  | Selejtező         | 32-es főtábla                 | Nyolcaddöntő            | Negyeddöntő       | Elődöntő          | Döntő             | Helyezés |
| Versenyző       | Versenyszám  | Ellenfél Eredmény | Ellenfél Eredmény             | Ellenfél Eredmény       | Ellenfél Eredmény | Ellenfél Eredmény | Ellenfél Eredmény | Helyezés |
| --------------- | ------------ | ----------------- | ----------------------------- | ----------------------- | ----------------- | ----------------- | ----------------- | -------- |
| Emrol Phillip   | Könnyűsúly   | erőnyerő          | Jaineck Chinyanta (ZAM) · RSC | kiesett                 | kiesett           | kiesett           | kiesett           | 17.      |
| Bernard Wilson  | Váltósúly    | erőnyerő          | Roland Omoruyi (NGR) · RSC    | Vesa Koskela (SWE) · KO | kiesett           | kiesett           | kiesett           | 9.       |
| Chris Collins   | Középsúly    |                   | Paulo Tuvale (WSM) · RSC      | kiesett                 | kiesett           | kiesett           | kiesett           | 17.      |
| Anthony Longdon | Félnehézsúly |                   | Ismail Salman (IRQ) · KO      | kiesett                 | kiesett           | kiesett           | kiesett           | 17.      |

RSC – a mérkőzésvezető megállította a mérkőzést